# 克拉斯諾普夏
49°36′22″N 24°56′26″E / 49.60611°N 24.94056°E

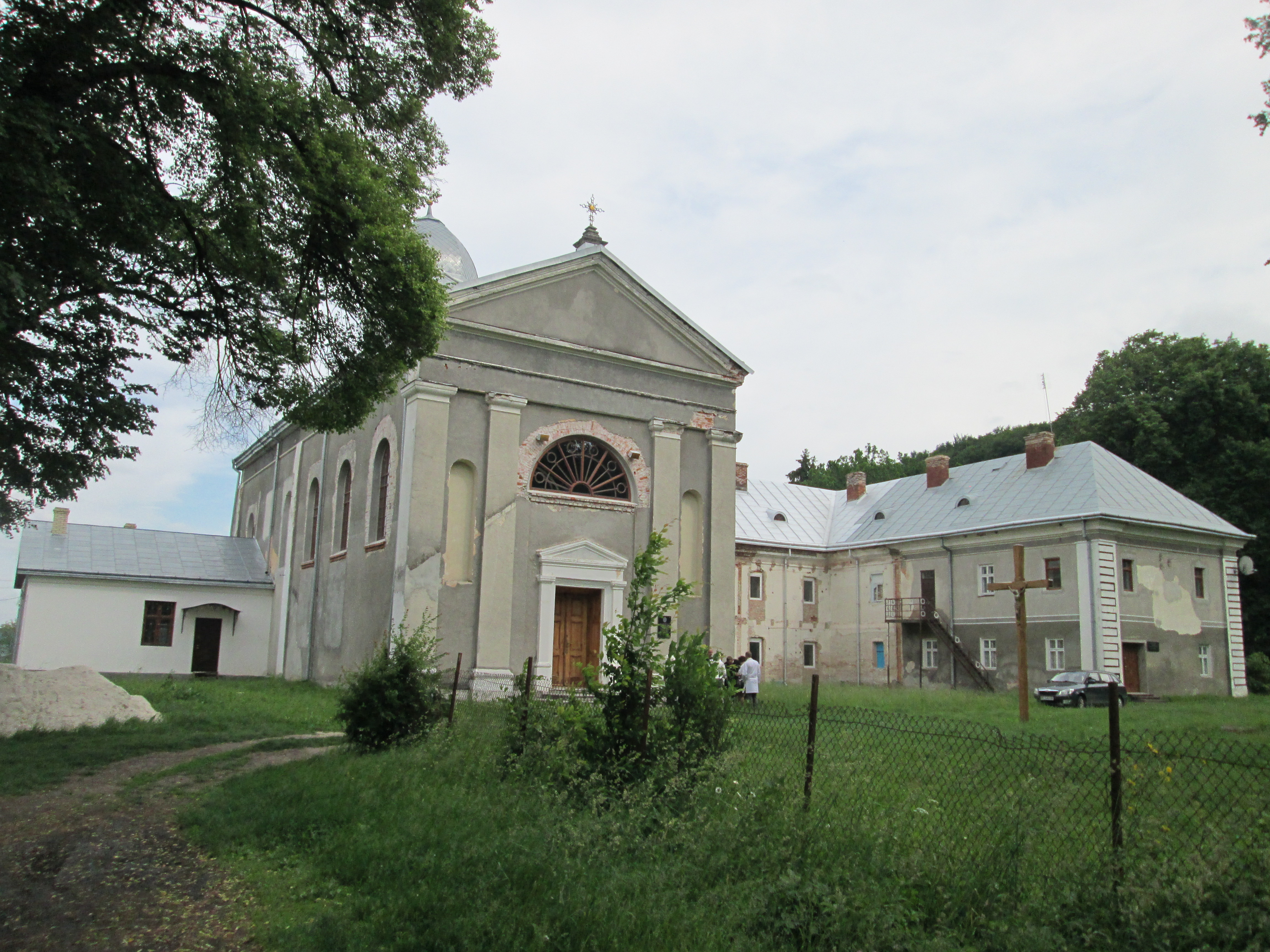
僧院，克拉斯諾普夏

紅普什恰（烏克蘭語：Краснопуща）是位於烏克蘭西南部的村莊，由泰爾諾皮爾州泰爾諾皮爾區的貝雷扎尼市鎮負責管轄。該村處於東佐洛塔利帕河右岸，距離皮利希夫0.5公里，始建於1589年，面積0.36平方公里，2014年人口195。